# 东53街100号
东53街100号（前稱：莱辛顿大道610号）是一栋位于纽约市曼哈顿中城的住宅高楼，共62层，高216（709英尺），原本計劃部分樓層闢為香格里拉酒店。由于2008年金融海嘯以及住宅地产市场低迷，该建筑的建设工期在于2009年被无限延期，酒店的計劃亦被擱置。2012年3月，建设施工重新开始。
2019年中旬，建築正式完工。